# شیائوشن‌یانگ
شیائوشن‌یانگ (انگلیسی: Xiaoshenyang؛ زادهٔ ۷ مهٔ ۱۹۸۱) بازیگر و خواننده اهل چین است.
از فیلم‌ها یا برنامه‌های تلویزیونی که وی در آن نقش داشته است، می‌توان به استاد بزرگ، سوار شو و میمون شاه ۲ اشاره کرد.